# Samsung SGH-D900

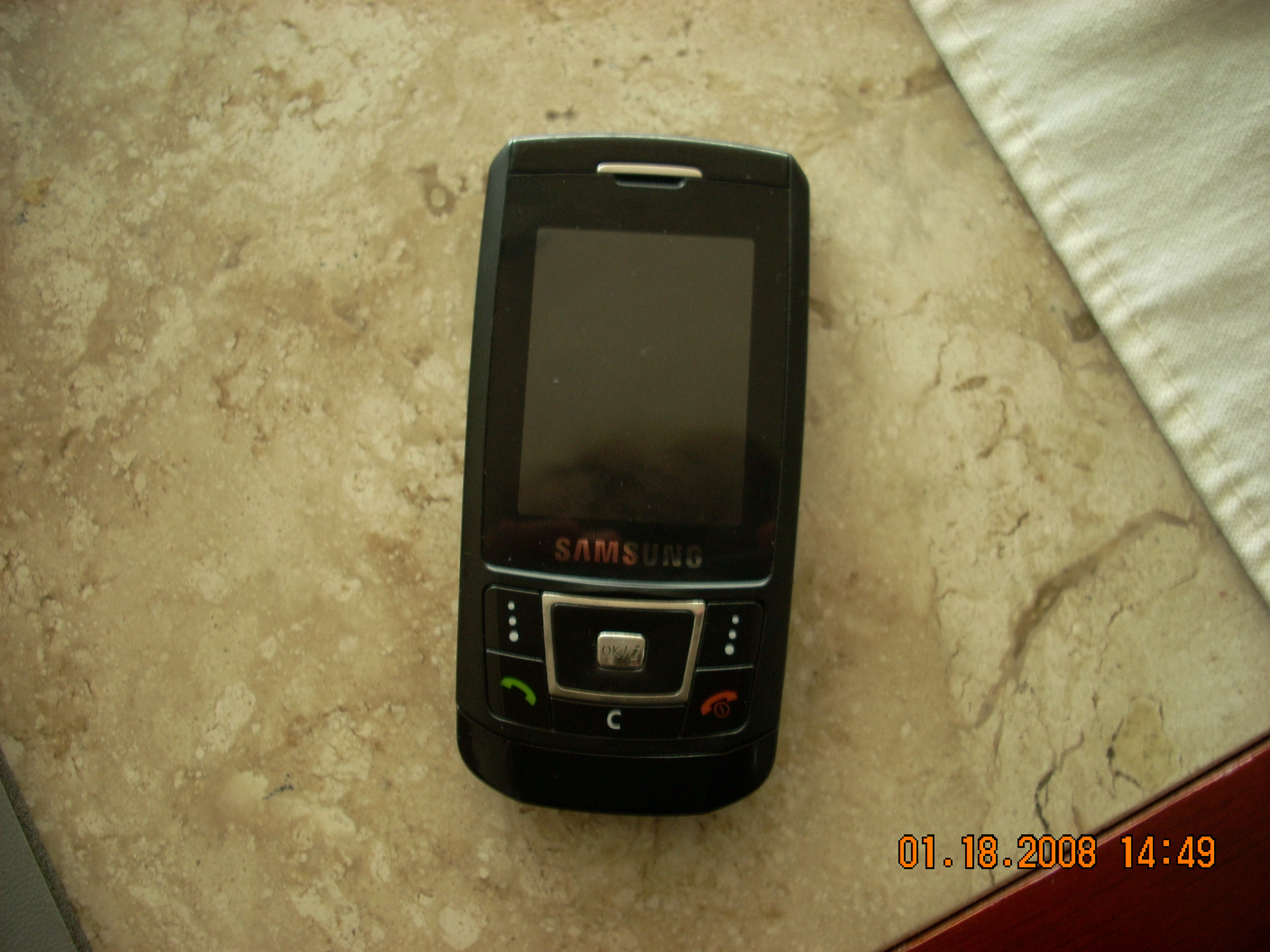
Samsung SGH-D900

A Samsung SGH-D900 (ismert még Ultra Edition 12.9 vagy Black Carbon-ként is) egy a Samsung Electronics Company által készített slider mobiltelefon, amit 2005 októberében jelentettek be. Úgy reklámozták, mint a világ legvékonyabb slider mobiltelefonja. 2005 végén kiadták Wine Red színben és 2006-ban egy chrome verzióval egészült ki a széria. Van egy továbbfejlesztett változata ennek a modellnek, a D900i, amivel lehet dokumentumokat böngészni a számítógépeden a mobilodról, beépített FM rádiója van, és jobb minőségű anyagokból készítették.

## Tulajdonságok
- Bluetooth 2.0
- Animáció választható háttérnek
- MicroSD kártyával akár 2 GB-ig is bővíthető memória (2 GB csak az utolsó szoftveren)
- 60 MB belső memória
- Hangszóró
- Zenelejátszó (MP3 és AAC/AAC+ fájlok lejátszása)
- 3.15 megapixeles kamera többféle felvételi móddal, LED fotófénnyel, autófokusszal és alapvető képszerkesztési lehetőségekkel
- MPEG-4 és 3GP videófelvétel CIF (352x288) minőségben, 30fps sebességgel
- Java játékok
- Ébresztőóra három variálható ébresztéssel
- Naptár
- Számológép
- FM rádió (csak a D900i-ben)

A csúszka kialakítás miatt a telefon le-, és felcsúsztatása használható hívásfogadásra és a billentyűzár be-, és kikapcsolásához. Ezeket tetszőlegesen ki-, illetve bekapcsolhatjuk.
Az SGH-D900-ban azonban számos szoftverhiba van. A Java végrehajtás nem engedi az alkalmazásoknak, hogy kapcsolódjanak a hálózathoz, anélkül hogy kikérné a tulajdonos hozzájárulását - nincs "mindig engedélyezze" opció. A kamerában is számos hiba van, például, hogy a fényképezés hangja hozzávetőlegesen fél másodperccel megelőzi a tényleges képfelvételt (így a képek elmosódottak lesznek, és gyakran nem az kerül a fókuszba, amit szeretnénk). Ráadásul a fényképezőgép nem készíti el a fotót, ha a felhasználó rajta hagyja az ujját az exponáló gombon - le kell nyomni és gyorsan el kell engedni. A fotókat nem lehet alapból a memóriakártyára menteni, és áthelyezés esetén megduplázza a fájlnevet. És végül: csak a "Saját fotók mappában lehet ráközelíteni a képekre, más mappákban, vagy az ebbe a mappába áthelyezett képekre nem.
Az SGH-D900i-ből a Samsung eltávolította a Picsel Document Viewer-t az FM rádió funkció javára.

## Teljesítmény
Az SGH-D900 volt a világ legvékonyabb slider telefonja, az SGH-U600 2007-es érkezéséig (a Samsung U600 10.9 mm vékony, a D900 és a D900i 12.9 mm). A D900-nak 3.15 megapixeles kamerája van (2048x1536 pixel). Az átlagosnál jobb videó képességekkel rendelkezik, CIF-ben tud rögzíteni (352x288 pixel). a belső memória és a microSD kártya bővíthetőségi lehetőség ideálissá teszi a telefont a zenehallgatásra az úton. A hangos hangszóró és a hangtisztaságszűrő-szoftver könnyen használhatóvá teszi a telefont zajos helyeken is. A felhasználói felületet a felhasználó nem tudja megváltoztatni, nem tud profilt váltani és programokat hozzádni a rivális telefongyártók telefonjaival szemben, ahol USB-n keresztül lehet frissíteni a szoftvert. 